# Topołowić
Topołowić (maced. Тополовиќ) – wieś w północno-wschodniej Macedonii Północnej, w gminie Kratowo.